# Epirodrilus michaelseni
Epirodrilus michaelseni är en ringmaskart som beskrevs av Hrabe 1930. Epirodrilus michaelseni ingår i släktet Epirodrilus och familjen glattmaskar. Inga underarter finns listade i Catalogue of Life.